# Матеуш Ромпковський
Матеуш Ромпковський (пол. Mateusz Rompkowski; народився 8 червня 1986 у м. Гданськ, Польща) — польський хокеїст, захисник. Виступає за «Краковія» (Краків) в Польській Екстралізі. 
Вихованець хокейної школи «Сточньовець» (Гданськ). Виступав за СМС II (Сосновець), СМС I (Сосновець), «Сточньовець» (Гданськ), ГКС Ястшембе.
У складі національної збірної Польщі учасник чемпіонатів світу 2008 (дивізіон I), 2009 (дивізіон I) і 2010 (дивізіон I). У складі молодіжної збірної Польщі учасник чемпіонатів світу 2004 (дивізіон II), 2005 (дивізіон I) і 2006 (дивізіон I). У складі юніорської збірної Польщі учасник чемпіонатів світу 2003 (дивізіон I) і 2004 (дивізіон I). 